# Jishengtai
Jishengtai (kinesiska: 吉生太, 吉生太乡) är en socken i Kina. Den ligger i den autonoma regionen Inre Mongoliet, i den norra delen av landet, omkring 100 kilometer norr om regionhuvudstaden Hohhot.
Genomsnittlig årsnederbörd är 466 millimeter. Den regnigaste månaden är juli, med i genomsnitt 127 mm nederbörd, och den torraste är januari, med 3 mm nederbörd.